# Carpomys melanurus
Carpomys melanurus es una especie de roedor de la familia Muridae.

## Distribución geográfica
Son endémicos de los montanos de Luzón (Filipinas)

## Hábitat
Su hábitat natural son los bosques áridos de clima tropical o subtropical.